# パラマウンツ
パラマウンツ（The Paramounts）は、イングランド・エセックス州で1959年に結成されたR&Bバンドである。のちにプロコル・ハルムで名を馳せたゲイリー・ブルッカー、ロビン・トロワーらが在籍していたので、プロコル・ハルムの前身とみなされている。

## 概要
1959年に結成。1962年頃から本格的に活動し、1963年にコースターズの'Poison Ivy'のカヴァーでデビュー・シングルを発表。レイ・チャールズらに影響を受けてR&B色の濃い楽曲を制作し、計6枚のシングルを発表するが、アルバムを残さないまま1966年に解散した。
ブルッカーは1967年にプロコル・ハルムを結成。デビュー・シングル『青い影』の発表後にトロワーとB・J・ウィルソン、1970年にクリス・コッピングが参加した。
2005年に再結成している。

## 来歴
- 1959年

ゲイリー・ブルッカー、ロビン・トロワー、クリス・コッピングを中心に結成。後にミック・ブラウンリー、ボブ・スコットが参加。
- 1962年

スコットがギグに現れなかったため、ブルッカーがボーカルも兼任することになる。
- 1963年

コッピング、ブラウンリー脱退。ディズ・デリック、B・J・ウィルソン加入。
- 1966年秋

解散。
- 1967年

ブルッカーが詩人のキース・リードとプロコル・ハルムを結成。その後、トロワー、ウィルソンも加入。
- 1970年

コッピングがプロコル・ハルムに加入。
- 2005年

ブルッカー、トロワー、コッピング、ブラウンリーにより再結成。

## メンバーと担当楽器

### 第1期 1959年 - 1962年
- ゲイリー・ブルッカー (Gary Brooker) - ピアノ
- ロビン・トロワー (Robin Trower) - ギター
- クリス・コッピング (Chris Copping) - ベース
- ミック・ブラウンリー (Mick Brownlee) - ドラム
- ボブ・スコット (Bob Scott) - ボーカル

### 第2期 1962年 - 1963年
- ゲイリー・ブルッカー (Gary Brooker) - ピアノ、ボーカル
- ロビン・トロワー (Robin Trower) - ギター
- クリス・コッピング (Chris Copping) - ベース
- ミック・ブラウンリー (Mick Brownlee) - ドラム

### 第3期 1963年 - 1966年
- ゲイリー・ブルッカー (Gary Brooker) - ピアノ、ボーカル
- ロビン・トロワー (Robin Trower) - ギター
- ディズ・デリック (Graham "Diz" Derrick) - ベース
- B・J・ウィルソン (B.J.Wilson) - ドラム

### 第4期 (再結成第2期) 2005年
- ゲイリー・ブルッカー (Gary Brooker) - ピアノ、ボーカル
- ロビン・トロワー (Robin Trower) - ギター
- クリス・コッピング (Chris Copping) - ベース
- ミック・ブラウンリー (Mick Brownlee) - ドラム

## ディスコグラフィ

### シングル
- "Poison Ivy" / "I Feel Good All Over" (1963年 第3期)
- "Little Bitty Pretty One" / "A Certain Girl" (1964年 第3期)
- "I'm The One Who Loves You" / "It Won't Be Long" (1964年 第3期)
- "Bad Blood" / "Do I" (1964年 第3期)
- "Blue Ribbons" / "Cuttin' In" (1965年 第3期)
- "You Never Had It So Good" / "Don't Ya Like My Love" (1965年 第3期)

### EP
- The Paramounts (1964年 第3期) ※「Little Bitty Pretty One」「A Certain Girl」「Poison Ivy」「I Feel Good All Over」収録
- Les Paramounts (1965年  第3期) ※フランスのみで発表されたEP。「Draw Me Closer」「You've Never Had It So Good」「Blue Ribbons」「Cuttin' In」収録

### コンピレーション・アルバム
- Whiter Shades of R&B (1983年)
- The Paramounts at Abbey Road 1963–1970 (1998年) ※1963年-1966年、1970年録音。パラマウンツの全シングル曲、EP曲、未発表曲とプロコル・ハルム第3期メンバーによる「Liquorice John Death」名義の音源を収録

### 映像作品
- LIve At Club Riga Southend-On-Sea , DEcember 2005 (2007年 第4期)